# Bathynectes superba
Bathynectes superba är en kräftdjursart som först beskrevs av Costa 1853.  Bathynectes superba ingår i släktet Bathynectes och familjen simkrabbor. Inga underarter finns listade i Catalogue of Life.